# Boudiera purpurea
Boudiera purpurea är en svampart som tillhör divisionen sporsäcksvampar, och som beskrevs av Finn-Egil Eckblad. Boudiera purpurea ingår i släktet Boudiera, och familjen Pezizaceae. Arten är reproducerande i Sverige.